# ウヒョ助
ウヒョ助（ウヒョすけ、1975年8月21日-）は日本の漫画家。北海道出身。2005年ごろから本名の塚脇 永久（つかわき ながひさ）名義で活動していることが多いが、ラジオライフに不定期に連載されている駐禁ウォーズ!!番外編はウヒョ助の名義で掲載されている。

## 概要
交通取締りやアジアンファンタジーといった他に類を見ないテーマで作品を発表。2010年頃からは麻雀漫画、その他漫画原作なども手がける。

## 来歴・人物
- 北海道旭川市で育つ。洗礼を受けているクリスチャンである。
- 小学4年生の時に同級生の家に遊びに行った際、その同級生の祖父が麻雀仲間と卓を囲んでおり、たまたま居合わせたウヒョ助に何故か代打ちを頼み席に座らせた。ルールも分からなかったが、ナビゲートされるままに打ったことが麻雀に関わった最初の記憶である。その時から暫くは麻雀に興味を示さなかったが、中学に進学後、友人宅にあったファミコンで麻雀のゲームソフトで遊び、面白さを覚える。中学卒業後は生協のレジ打ちのアルバイトで自らの学費を稼ぐ一方、パチンコ店に足を運び（本来は違法である）、「麻雀物語」に熱を上げる。パチンコのギャンブル性と同時に麻雀にも更に強く興味を持つようになる。
- 高等専門学校旭川工業高等専門学校に進学。同校を選んだ理由に、国立であるがゆえに学費が比較的安く、寮が完備されていて校風も自由であったため、と後年自身のnoteに記している。入学後男子寮に入寮した。寮の娯楽室に雀卓があり、友人らと夜を徹して卓を囲むようになる。2年生になったころから市中の雀荘にも通うようになる。麻雀にのめりこみ過ぎて学校の授業に身が入らず、日に日に成績は降下。5年生への進級を目前に単位が足りなくなる。最終追試を受ける前夜も徹夜で麻雀を打ってしまい合格ラインに届かず留年が確定、2回目の4年生を送ることになる。だが、留年したことを反省して勉学に励むという意欲は湧かず、漫画雑誌を惰性で読み耽る日々が続く。雑誌には漫画家を志す者を募る「新人漫画賞」のページが設けられているが、普段は読み飛ばしていた。しかし、いよいよ時間を持て余すようになると漫画以外のページの隅々まで読むようになり、新人漫画賞を取った者の作品や概要にも目を留めるようになる。お世辞にも上手いと言えない作品でも受賞していることを知り「自分でも描けそうだ」と思うこともあった（中学時代に週刊少年ジャンプの読者投稿ページ「ジャンプ放送局」に採用されたことがあり、雑誌媒体に掲載される快感を得たたのはこの時であったと後に回想している[2]）。学業の成績はますます下がる一方であり、2学期末には再び留年の可能性が頭をよぎった（当時の旭川高専では同じ学年を2回留年することは認められておらず退学を促される）。将来の進路のことを考えつつも麻雀が頭から離れることはなかった。
- 愛読していた近代麻雀に「漫画家麻雀大会」の記事が掲載されており、自分も漫画家になれば一緒に卓を囲めるのではないかと夢想し、現実のものにすべく行動に移す決意を固める。
- 冬休み明けの1996年1月末、自主退学届けを提出。翌2月に初めて漫画制作に必要な画材を購入（それまで漫画家になろうと思ったこともなかったため、道具はおろか漫画を描く知識など一切持ち合わせていなかった）、締め切りの3月末までに作品を描き上げた。
- 『週刊ヤングマガジン』が募集していたGAG漫画大賞に、15ページ完結のギャグマンガで応募した。同誌を選んだ理由のひとつに、麻雀漫画家・片山まさゆきが審査員欄に名を連ねていたことが大きい。
- 同年5月、第16回GAG漫画大賞受賞の知らせが届く。
- 1996年6月、『週刊ヤングマガジン』6月17日号・No.26（p.387）に受賞作『恋するイカレポンチ』が掲載される。この時のペンネームは「塚脇AQ」。

## 作品リスト

### 連載
- 交通被告人 前へ!!（原作：今井亮一、全2巻、小学館・ビッグコミックスピリッツ）
- 駐禁ウォーズ!!（原作：今井亮一、全5巻、小学館・ビッグコミックスピリッツ）
- 女神の赤い舌（全5巻、小学館・ビッグコミックスピリッツ）
- （当）タネダミキオでございます。（塚脇永久名義、監修協力：佐藤大吾、全3巻、新潮社・週刊コミックバンチ）
- らいでん（塚脇永久名義、全3巻、秋田書店・月刊チャンピオン）
- パリセン（塚脇永久名義、全1巻、少年画報社・月刊ヤングキング）
- 卓上のコビト（塚脇永久名義、近代麻雀・竹書房）
- 鉄鳴きの麒麟児（塚脇永久名義、闘牌監修：渋川難波、近代麻雀・竹書房）
- 蟻の王（原作担当：塚脇永久名義、漫画：伊藤龍、秋田書店・月刊チャンピオン→チャンピオンクロス[3]）
- 潮騒の凡（原作担当：塚脇永久名義、漫画：ナンジョウヨシミ　マンガボックス）
- キリンジゲート（塚脇永久名義、闘牌監修：渋川難波、近代麻雀・竹書房）
- ピークアウト（塚脇永久名義、闘牌監修：渋川難波、近代麻雀・竹書房）

### 読み切り
- 恋するイカレポンチ（1996年、週刊ヤングマガジン）※デビュー作。塚脇AQ名義
- ちぇりぃ〜い〜た〜（1998年、ビッグコミックスピリッツ）
- 仮面の城（1999年、スピリッツ増刊マンプク）
- 区立麻雀小学校（2002年、近代麻雀）
- ノックアウトキング（2002年、近代麻雀オリジナル）
- くだらんKING（捨てられないもの編）（2004年、コミックバンチ）
- ユキオの称号（塚脇永久名義、2005年、ビッグコミックスピリッツ増刊）
- トビデバビデブ!（塚脇永久名義、2005年、月刊少年チャンピオン）
- 牛乳の海（塚脇永久名義、2005年、ヤングサンデー）
- 駐禁ウォーズ!!番外編（ウヒョ助名義、2005年、月刊ラジオライフ）
- いい女（塚脇永久名義、2005年、コミックバンチ）
- KINGS ROAD〜永田克彦物語〜（全4話、塚脇永久名義、2005年、ヤングサンデー）
- 杉渕式こくご・さんすうドリル（カットのみ、塚脇永久名義、2006年、たのしい幼稚園）
- 救急バカ！多聞大吉（全4話、塚脇永久名義、2006年、ヤングサンデー）
- 駐禁ウォーズ!!番外編 PART２（ウヒョ助名義、2006年、月刊ラジオライフ）
- Kランカー奥村ザウルス（塚脇永久名義、2006年、月刊少年チャンピオン）
- 監視カメラ（塚脇永久名義、2006年、ヤングサンデー）
- 当 タネダミキオでございます。参院選編（塚脇永久名義、2007年、コミックバンチ）
- 水瓶（塚脇永久名義、2009年、ビッグコミック）
- 一発痛恨！！（塚脇永久名義、2009年、月刊ヤングキング）
- 極道裁判員（塚脇永久名義、2009年、週刊漫画ゴラク）
- ゴクボウ（塚脇永久名義、2009年、週刊漫画ゴラク）
- お嬢さんをくださいッ（塚脇永久名義、2011年、近代麻雀）
- 親父の遺産（塚脇永久名義、2011年、近代麻雀）